# St. Lawrence (Dakota Południowa)
St. Lawrence – miasto w Stanach Zjednoczonych, w stanie Dakota Południowa, w hrabstwie Hand.